# Sommerschafweide in Buchhausen (Münzdorf)
Die Sommerschafweide in Buchhausen ist ein vom Landratsamt Münsingen am 31. Mai 1955 durch Verordnung ausgewiesenes Landschaftsschutzgebiet auf dem Gebiet der Stadt Hayingen.

## Lage
Das 22,8 Hektar große Landschaftsschutzgebiet liegt etwa 1,5 km nordwestlich des Hayinger Stadtteils Münzdorf und ebenso weit östlich des Stadtteils Ehestetten. Es gehört zum Naturraum Mittlere Flächenalb und liegt in der Pflegezone des Biosphärengebiets Schwäbische Alb.
Geologisch stehen hauptsächlich die Unteren Massenkalke des Oberjuras an.

## Landschaftscharakter
Das Landschaftsschutzgebiet besteht aus einem Mosaik aus durch Feldhecken strukturiertem Grünland und Wald. Stellenweise sind im Sukzessionswald noch Strukturen der früheren Nutzung als Schafweide erkennbar.